# 아서 러셀

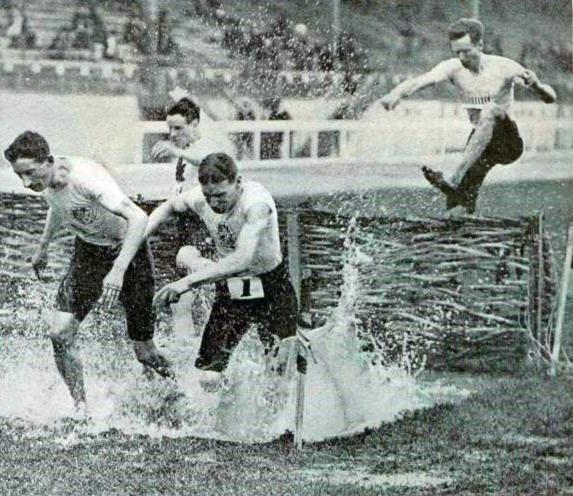

아서 러셀(Arthur Russell, 1886년 3월 13일 ~ 1972년 8월 23일)은 영국의 육상 선수로 1908년 런던 올림픽에서 3200m 장애물경주를 우승하였다.
스태퍼드셔주 출신의 러셀은 1904년부터 1906년까지 영국 AAA 장애물경주를 우승하였다. 그는 17세의 나이 만으로 자신의 첫 AAA 타이틀을 이겼다.
런던 올림픽에서 러셀은 3200m 장애물경주에 나갔다. 첫 라운드에서 그는 자신의 예선을 끝내는 데 단 둘의 선수들 중의 하나였다. 러셀은 결승전에서 첫 마일을 위한 속도를 만들었다. 곧바로 러셀과 미국의 존 아이셀은 벨이 울릴 때까지 선두를 위하여 싸웠고, 동료 영국 선수 아치 로버트슨이 아이셀을 통과할 때 아이셀이 25 야드 뒤로 떨어지면서 러셀에 의하여 2 야드 만으로 꺾였다.
후에 월솔 해리어스르 위하여 운영한 월솔의 벽돌공이 되었다.